# Marsa Ben M'Hidi
Marsa Ben M'Hidi (în arabă مرسى بن مھيدي) este o comună din provincia Tlemcen, Algeria.
Populația comunei este de 6.212 locuitori (2008).